# Висконсин Рапидс (Висконсин)
Висконсин Рапидс (енгл. Wisconsin Rapids) град је у америчкој савезној држави Висконсин.

## Демографија
По попису из 2010. године број становника је 18.367, што је 68 (-0,4%) становника мање него 2000. године.
| Група             | 2000.          | 2010.          |
| Белци             | 17.195 (93,3%) | 16.646 (90,6%) |
| Афроамериканци    | 63 (0,3%)      | 133 (0,7%)     |
| Азијати           | 638 (3,5%)     | 672 (3,7%)     |
| Хиспаноамериканци | 242 (1,3%)     | 535 (2,9%)     |
| Укупно            | 18.435         | 18.367         |